# الحداثة (الأدب باللغة الإسبانية)
| أدب إسباني |
| --- |
| |
| أدب ألفونسو العاشر أدب العصور الوسطى الترجمات في العصر الذهبي الإسباني أدب عصر النهضة رواية فروسية رواية شطارية رواية بيزنطية ميغيل دي ثيربانتس أدب الباروك أدب عصر التنوير أدب الرومانسية أدب الواقعية أدب الحداثة الأولترايسمو جيل 98 جيل 1914 جيل 27 جيل الخمسينات رواية اجتماعية إسبانية ما بعد الحرب |
| انظر أيضًا |
| نقد أدبي • الانطباعية • رومانسية المدرسة الإبداعية • النقد أدب بورتوريكو • البوم الأمريكي اللاتيني البرناسي • واقعية أدبية • طبعانية الرومانسية الجديدة • العبثية في الأدب • باروكية • واقعية سحرية حداثة • كلاسيكية • سريالية • رمزية                                                                    |

تم إطلاق مصطلح الحداثة في الأدب الأسباني (بالإسبانية: Modernismo (literatura en español))‏ علي الفترة ما بين عامي 1890 و1910.وخاصةً في مجال الشعر الذي تميز بالإبداع الغامض المتمرد والارستقراطية وتجديد جمالي للغة.و تجَلٌى تيار الحداثة في الفنون والعلوم والدين والسياسة.ولهذا التيار صدى في الحركات الأدبية السابقة واللاحقة.ونجد في جذور ذلك التيار خلاف عميق مع الحضارة البرجوازية.وبعض النواحي نلاحظ أنه يتناول تيار موروث من تيار ما بعد الرومانسية، كما أنه يعكس الفنون الأخرى في هذه الجمالية في أشكال الفن الحديث (بلجيكا وفرنسا)، مودرن ستايل (في انكلترا)، الانفصال (في النمسا)، جوجيندستيل (ألمانيا والدول الإسكندنافية)، الحرية (الولايات المتحدة)، فلوريال (في إيطاليا)، والحداثة الفنية (في إسبانيا وأمريكا اللاتينية).وجدير بالذكر أن الأدب الإسباني منذ نهايات القرن التاسع عشر لم يكن له هوية واحدة، كما كان مسبقًا. وإضافة إلى ذلك، فإن تيار الحداثة بدأ بوضوح في أمريكا أكثر منه في إسبانيا. وعرف تيار الحداثة طريقه إلى إسبانيا عام 1892 عقب وصول روبين دارييو. كانت الحداثة في إسبانيا غير مفهومًا، دون ترجيح مساهماتأدب أمريكا اللاتينية. ولم يكن هناك إجماعًا في ذلك الوقت على مناقشة التعارض بين الكتاب الذين سلكوا تيار الحداثة بوصفه معاديًا لتيار جيل 98 وبين من يقترحون وجهة نظر موسعة أو عصرية تجاه الثقافة الإسبانية العلمانية.

## الخصائص
يخضع تيار الحداثة إلى تفسيرات مختلفة مع أيضاً عاملين أساسيين هم:
- والأكثر تقييداً حيث يُعتبر حركة أدبية تطورت ما بين عامي 1887 و1910.
- وعلى نطاق أوسع يُعتقد أن هذا التيار ليس مجرد حركة أدبية ولكن هو عصر كامل وموقف الذي خدم من الأساس.

وأيضاً يُمكن تعريف هذا التيار على أنه كحركة لكسر التأثير الجمالي الذي بدأ عام 1880، والذي تطور حتى فترة الحرب العالمية الأولى، ويرتبط هذا الكسر مع الأزمة الروحية الواسعة لنهاية القرن.
ويُعتبر لتيار عبارة عن توليفة من البارناسيانيسمو و الرمزية '. حيث أن البارناسيانيسمو يأخذ مفهوم الشعر ككتلة رخام أملاً في الكمال الرسمي والمواضيع الغريبة والقيم الحسية.أما الرمزية ' يأخذ مفهوم يجب النقاش في الفن والبحث عن الأثار الايقاعية داخل الموسيقى المتنوعة.ويستوعب هذا التيار أيضا حركات أقل أهمية كالانحطاط. 
الخصائص الأساسية لتيار الحداثة:
- رفض لواقع الحياة اليومية، التي يُمكن للكاتب الفرار منها في الوقت المناسب (تستحضر الماضي وأفضل الأوقات) أو في الفضاء (وكثير من القصائد تُجري في أماكن غريبة وبعيدة).
- في الأسلوب يظهر الموقف الارستقراطي، فضلاً عن السعي لتحقيق الكمال الرسمي متأثرا بالبرناسينيسمو.
- البحث عن الجمال والذي يتحقق من خلال الصور الجمالية وتغلب الألوان والصور التي لها علاقة بالحواس، فضلاً عن الموسيقى التي تنتجها اساءة استخدام الجناس متأثراً بالرمزية.
- استخدام الأساطير والإثارة.
- تكيف العروض القشتالية إلى الاتينية.

## الموضوعات
تكشف موضوعات تيار الحداثة الشوق لخلق الانسجام في مواجهة التنافر من جانب وكذلك الرغبة إلى الكمال، ومن جانب آخر تبحث عن جذور الأزمة التي تُسبب الشعور بعدم الانتماء عند الكاتب والذي يظهر كمرشداً قادراً علي اظهر القيم الحقيقية.
نجد أن المواضيع متنوعة واليكم بعضاً من الموضوعات المتكررة: 
- الإحباط كنموذج مأخوذ من الرومانسية: الملل من الحياة والحزن العميق والكآبة.
- البحث عن الوحدة ورفض المجتمع.
- الهروب من الواقع وتجنب الزمان والمكان.
- الحب والاغراء: تمجيد للحب والنساء، ويتم تقديم موضوع الحب المستحيل بمظاهر مختلفة، كما أن هنالك تناقض بين الحب المعطاء والاغراء الشديد.
- صفة الكونية تظهر الميل للقدر والارستقراطية.
- الموضوعات الأمريكية: حيث يظهر الدفاع عن الشعوب الاصلية.
- موضوعات تتعلق بكل ما هو إسباني: كخلفية تاريخية قيمة حيث تمنح الانسحام مقابل التنافر.

## النشأة

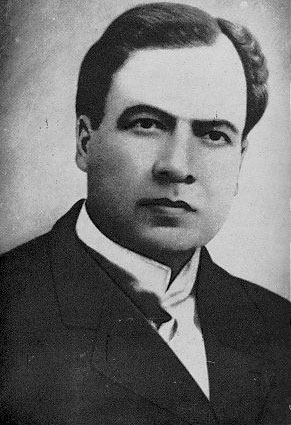
روبين داريو

بينما كان جيل 1898م يحاول الكشف عن الروح الأسبانية، ظهر التجديد في الشعر الغنائي، عبر مدرسة أدبية تسمى الحداثة تأسست على يد الشاعر النيكاراجوي روبن داريو، والرمزيين الفرنسيين. وتجمع الحداثة بين ثراء الشكل والموسيقى والتعبير في اللغة الأسبانية بمفاهيم شعرية جديدة تحقق الخصوبة للشعر الغنائي؛ من بين من يمثلون هذه المدرسة: مانول متثادو وجرجريو مرتينت سييرا وخوان رامون خيمنت.
كما من المعروف أنه يرتبط نشأة تيار الحداثة بظهور كتاب أزرق للكاتب روبين داريو عام 1888 ، وذلك بسبب التأثير الذي أحدثه الكتاب في أدب أمريكا الاتينية.ونشأة اللقب الحداثة تم استخدامها مع لهجة مهينة.ولكن روبين داريو منذ عام 1890 اتخذ اسم الحداثة بكل فخر بعد أن كان هذا المصطلح للتحقير وفقدان القيمة.ونلاحظ أن لهذا التيار صدى في الحركات الأدبية السابقة واللاحقة.

## أدباء تيار الحداثة
لهذا التيار العديد من الكُتٌاب في أمريكا، بعضاً منهم كان لهم أثر على المستوى العالمي وآخرين على مستوى بلده فقط.وهناك عامل مشترك بين هؤلاء الكُتٌاب هو الرحلات، فبعضهك كان دبلوماسياً وبعضهم عن طريق التعرٌف علي العديد من الكُتٌاب الآخرين.و دون شك كان روبين داريو الأكثر تأثيراً، ولكن هناك آخرين كانت لهم علاقات مع كُتٌاب أسبان.وهناك بعض الكُتٌاب الذين كان لهم أثر في ازدهار هذا التيار من خلال أعمالهم في النصف الأول من العقد 1880 ومنهم: خوسيه مارتي و جوليان ديل كاسال و مانويل غوتييريز ناخيرا و سلفادور دياز ميرون و إنريكي غوميز كاريو و مانويل غونزاليس برادا و أمادو نيرفو ، ويُعتبروا هم مُمنشئين هذا التيار.

### الكُتٌاب الأرجنتينيين

#### ليوبولدو لوجونس

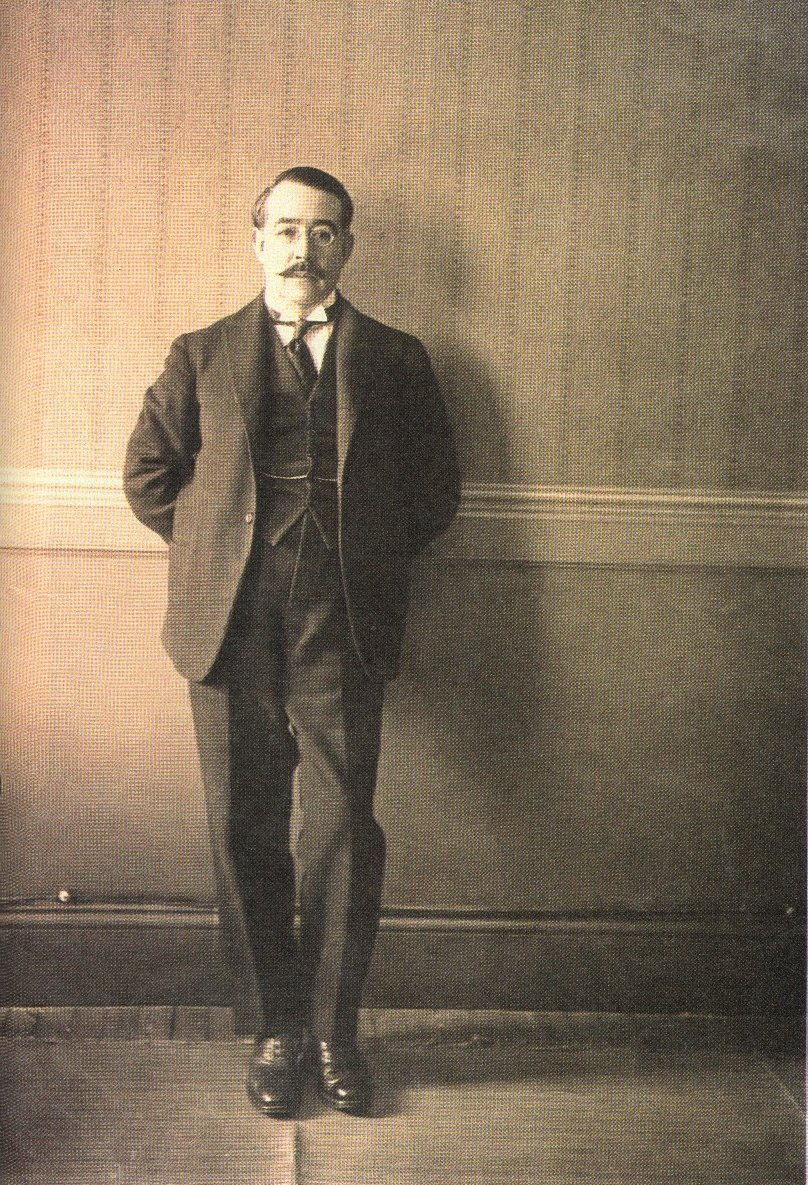
ليوبولدو لوجونس

وُلد ليوبولدو لوجونس في قرطبة عام 1874 ، وتُوفيٌ في بوينس أيرس عام 1938.كان شاعراً وصحفياً وكاتباً وسياسياُ.عندما كان صغيراً انتقل مع عائلته إلى اوغو دي اجوا (عين الماء) في سانتياغو ديل استيرو (محافظة) ، وفي وقت لاحق درس البكالوريا في المدرسة الثانوية في قرطبة، ثم بعد ذلك انتقل الي بوينس أيرس ثم سافر إلى أوروبا.انتحر ربما بسبب عدم الاستقرار الايدولوجي.وهو متأثرا جداً بالرمزية في أعماله كما في جبال الذهب 1897 و شفق الحديقة 1905 .

#### إنريكي لاريتا

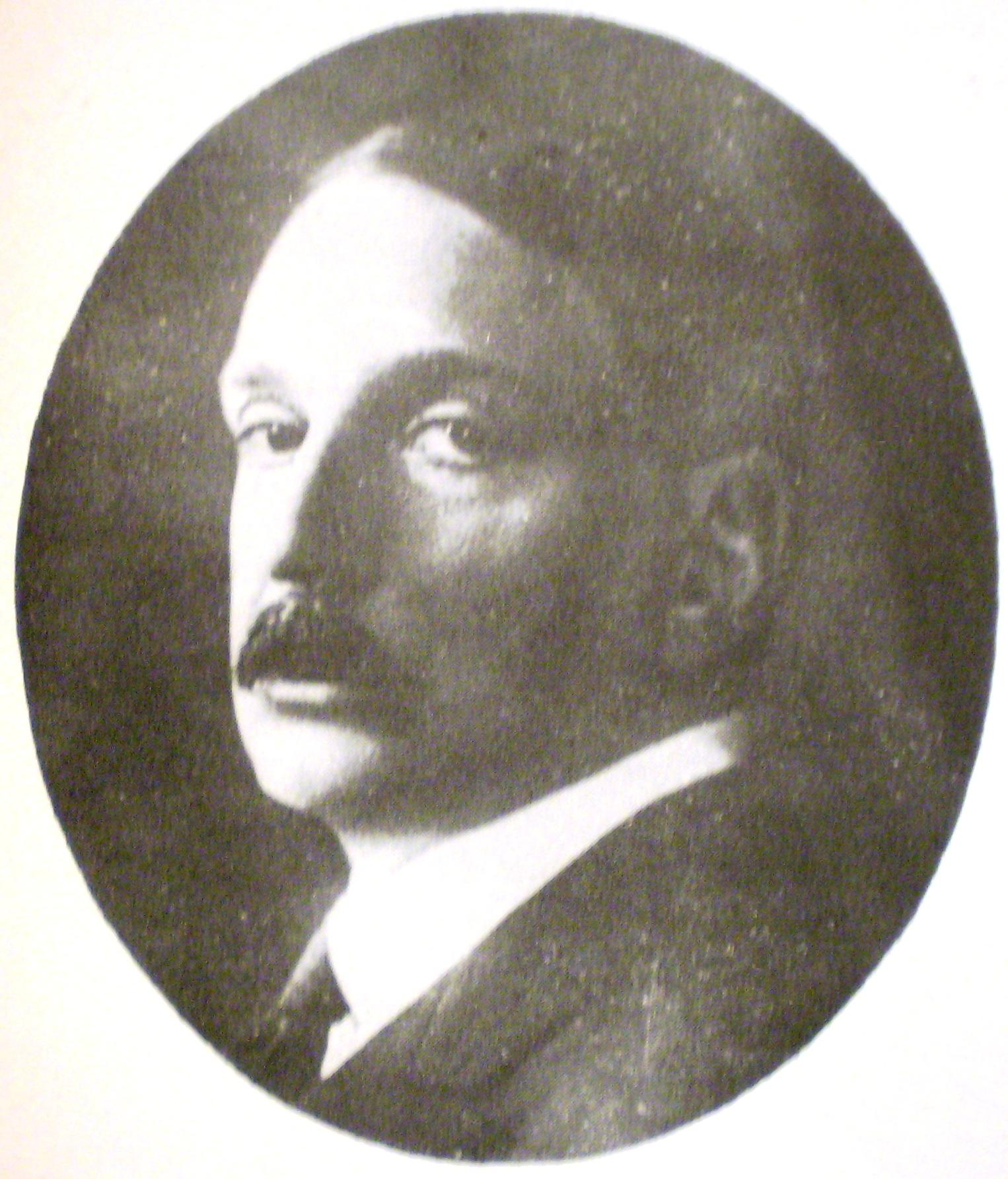
إنريكي لاريتا

وُلد في بوينس أيرس عام 1875 وتوفيٌ عام 1961.هو ينتمي إلى عائلة ثرية، وتزوج امرأة من عائلة أرستقراطية.درس الحقوق وعمل كسفيراً.عاش في بياريتز في فرنسا وفي آبلة في إسبانيا.كان معجباُ بميجيل دي أونامونو والعصر الذهبي.كان عضواً في الأكاديمية الملكية الأسبانية والاكاديمية الأرجنتينية للتاريخ.كان أول عمل نُشر له هو أرتميس 1896 ولكن أهم أعماله هو عظمة دون راميرو 1908.

#### ريكاردو خايميس فريري

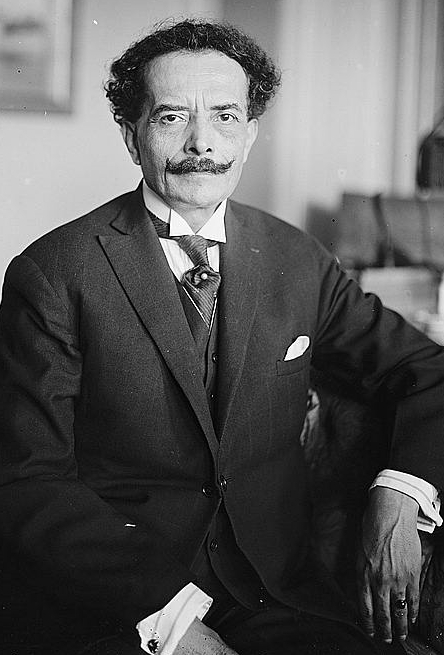
ريكاردو فريري

وُلد في تاكانا في بيرو عام 1868 وتوفيٌ عام 1933.كان كاتباً ودبلوماسياً بوليفي-أرجنتيني.وهو ابناً للوكاس خايميس وكارولينا فريري، كان صديقاً لروبين داريو وأسس معه مجلة أمريكا 1899 في بوينس أيريس حيث تعرٌف هناك علي لوجونس.عمل في كثير من المؤسسات.كان أستاذا في علم النفس، والادب المنطقي، وكان عضواً في الأكاديمية الأرجنتينية للاداب.عام 1921 تم تعيينه وزيراً للتربية والتعليم والزراعة والحرب في ..شغل منصب سفيراً لدى عدة بلدان.كان شعره ثمين ومدروس.وأهم أعماله هو نظم الشعر القشتالية 1907.

### كُتٌاب كولومبيا

#### خوسيه أسونسيون سيلفا

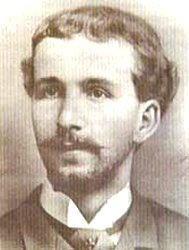
خوسيه أسونسيون سيلفا

وُلد في بوغوتا عام 1865 وتُوفي عام 1896 .علٌم نفسه بنفسه (عصامي) منذ أن ترك دراسته عام 1878.سافر إلى باريس وعاش في لندن وسويسرا.انتحر بعد افلاس الأسرة والديون الناتجة.
وفاة أخته وجده وضياع الكثير من أعماله جراء غرق سفينة.كانت أعماله الشعرية ضئيلة ولكنها كانت تتميز بالتجديد ومضمونها الحداثي العظيم.أهم عمل له نذكره هو ليالي.

#### غييرمو كاستيلو فالنسيا

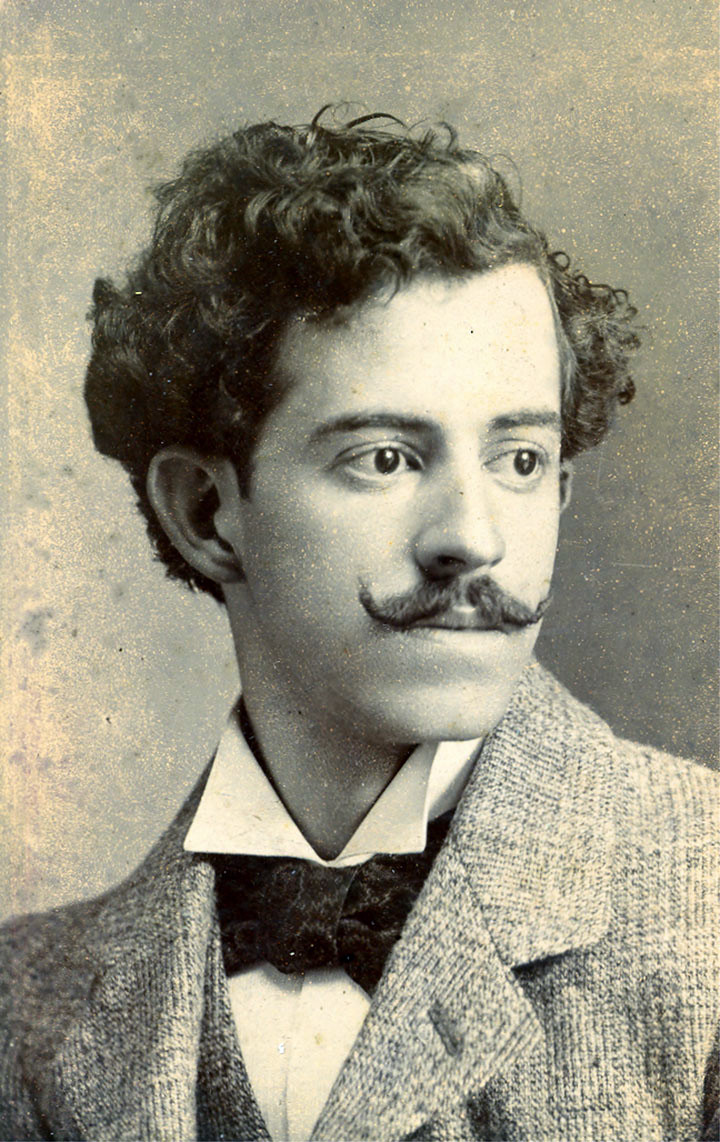
غييرمو فالنسيا

وُلد في بوبايان في كولومبيا عام 1873وتُوفيٌ عام 1943 .كان شاعراً ودبلوماسياً وسياسياُ بسجل حافل عظيم، حيث تم ترشيحه لمنصب رئيس جمهورية كولومبيا واحتلال مقعد في مجلس الشيوخ.وُلد من عائلة من أصل إسباني.بدأ اهتمامه بالشعر في مدرسة الكهنة الفرنسية.سافر الي باريس وتعرٌف علي روبين داريو.أصبح واحداً من أهم المنتمين لتيار الحداثة، حيث من أعماله المناسك 1899.وبعد سنوات أصبح ابنه غييرمو ليون فالنسيا رئيس كولومبيا بين عامي 1962 و 1966.

## كُتاب كوبا

### خوسيه مارتي

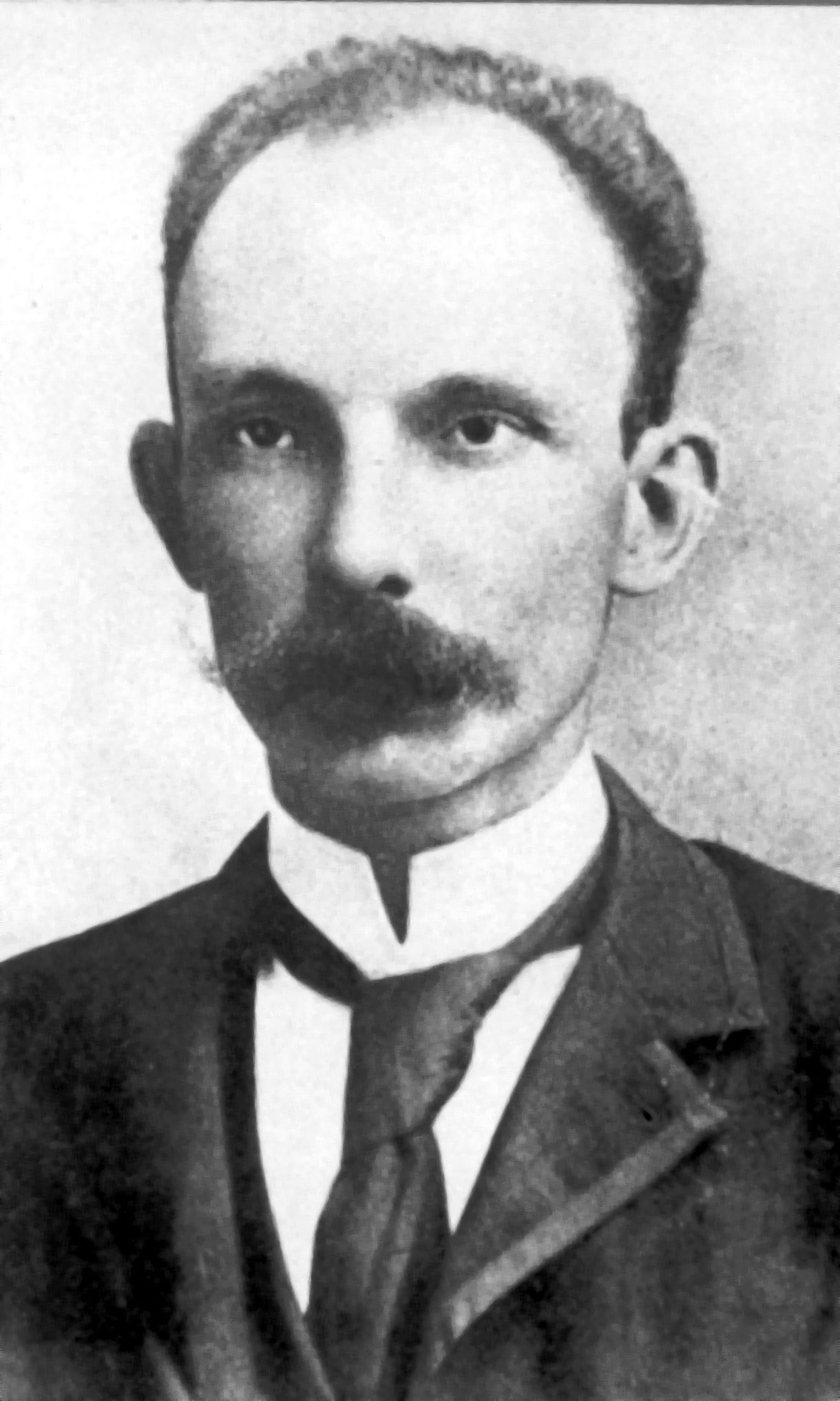
خوسيه مارتي

سياسي جمهوري ديمقراطي ومفكر وصحفي وفيلسوف وشاعر كوبي من أصل إسباني، ولد في هافانا في 28 يناير 1853 وتوفي في 19 مايو 1895. واعتبره الكثيرون بمثابة رسول الاستقلال الكوبي. يعد خوسيه مارتي أحد الأبطال الوطنيين في بلاده. وينتمي مارتي لتيار الحداثة.مدهش في اهتمامه بالعرب أنه قبل أن يكمل السادسة عشرة من عمره كان قد ألَّف مسرحيته الشعرية الأولى التي سماها مسرحية عبد الله، وبطل هو شاب مصري يدعى عبد الله من النوبة، وجميع أبطاله من العرب الذين يشتركون مع الشعب الكوبي في نضاله ضد المستعمر الإسباني، بل إن مارتي يؤلف ديوانا شعريا بعنوان إسماعيل الصغير، الذي هو أبو العرب ابن إبراهيم، ويخص العرب بإشارات كثيرة فيه. ومن الشخصيات العربية.رسول الحرية، رائد الاستقلال، شاعر الكفاح والنضال والثورة، عاشق الحرية، ريشة الثوار. تعددت التوصيفات والحقيقة واحدة، فالشاعر والمفكر السياسي والمناضل والمقاتل والمجاهد خوسيه مارتي قتل وهو يحرر بلاده، وما كانت الثورة لتكتسب كل ذاك البعض الفكري والأدبي والشعري والسياسي لولا أشعاره وخطبه المدوية. ولو بقي على قيد الحياة، لكان هو أول رئيس للبلاد بعد الاستقلال.وكان استشهاد هذا الشاعر والمفكر والمناضل الفذ على أرض أول المعارك مع القوات الإسبانية في شرق الجزيرة، ليصل إلى مبتغى لطالما أراده وجسده في شعره قائلا:
| الحداثة (الأدب باللغة الإسبانية) | لن أموت كما الخونة العابرين المارقين، فانا إنسان صالح، وساموت ناظرا إلى الشمس | الحداثة (الأدب باللغة الإسبانية) |

ويقول مارتي أيضا
| الحداثة (الأدب باللغة الإسبانية) | انا قادم من بلد فيه النخيل ملك، وقبل ان أموت، راغب أنا بقراءة بعض الأبيات النابعة من القلب | الحداثة (الأدب باللغة الإسبانية) |

 .
<

### خوليان ديل كاسال

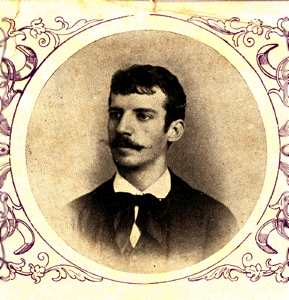
خوليان ديل كاسال

وُلد خوليان في هافانا عام 1863 وتُوفيُ عام 1893.وفي الأكاديمية الملكية ببيت لحم كرس نفسه في الكتابة في مجلة اسمها الطالب والتي قد أسسها.و في عام 1881 بدأ العمل في وزارة المالية، ودرس الحقوق ولكنه ترك دراسته بسبب الأدب.ترك عمله في وزارة المالية في وقت لاحق للعمل كمحرر صحفي.كان يريد السفر إلى باريس ولنه لم يسافر إليها، عالرغم من أنه زار مدريد والتقى هناك بسلفادور رويدا.ويُعد أول كتاب له هو أوراق الريح 1890 .

## كُتٌاب الإكوادور
الحداثة في الإكوادور لها أربعة شعراء يُمثلون هذا التيار.و قد أُطلق عليهم جيل الذبح بسبب الطريقة التي ماتوابها. ثلاثة منهم «ارنستو نوبوا أي كامانيو، ارتورو بورخا، هومبرتو فييرو» ماتوا بالانتحار.أما الرابع ميداردو أنخيل سيلفا فمات في ظروف غامضة وتم وضع العديد من الافتراضات لموته.تم تسميتهم بهذا الاسم (جيل الذبح) من قِبَل الكاتب والصحفي راؤول اندرادي في كتابه السيرة الذاتية للوهم.تأخر تيار الحداثة في الظهور في الأكوادور بسبب الحرب الأهلية.خلال فترة ازدهار تيار لحداثة في أمريكا الجنوبية، تاثٌر شعراء الإكوادور بروبين داريو وشعراء الرمزية الفرنسيين كبودلير، فيكتور هوغو، سمعين، رامبو وفيرلين.و ذلك بفضل انصهار عناصر الرومانسية والرمزية الفرنسية مع عناصر من الملل والإحباط وهي نموذج تيار الحداثة.ويتميز شعر الحداثة في الإكوادور بأناقة الجمل الغنائية، والقدرة على ربط المصادر الرسمية للشعر الإسباني القديم مع المعاصر.و الامبالاة جنباً إلى جنب مع البوهيمية.

### إرنستو نوبوا أي كامانيو

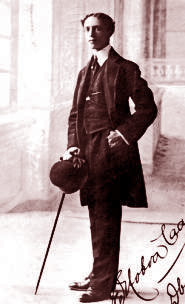
إرنستو نوبوا

وُلد في غواياكيل بالإكوادور عام 1891 وتوفيٌ عام 1927 في كيتو.كان أكثر مباشرة في شعره ولكنه اقل انسجام ودقة من فييرو وبورخا.وتميزت أعماله بالهواء الرمادي والمفقر.نشر عمله رومانزا الساعات عام 1922.

### أرتورو بورخا

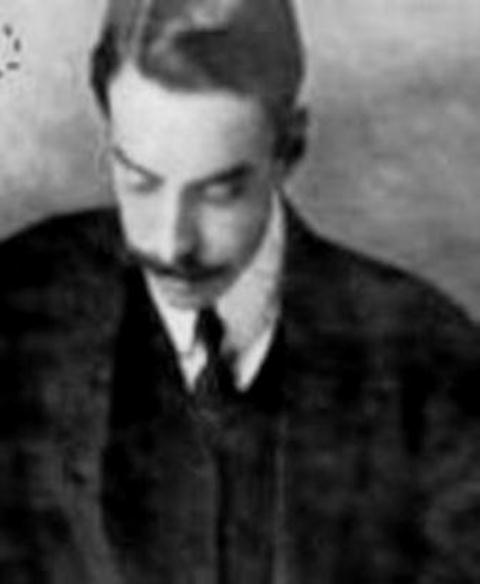
ارتورو بورخا

وُلد في كيتو عام 1892 وتُوفيٌ عام 1912 .كان أكثر لحناً في أعماله من بقية شعراء جيل الذبح.دائما يستخدم صور مضيئة للأكثر غموضاً وايلاماً للمشاعر.دائماً يجمع بين الأبيات المختلفة الايقاعات والقياسات.ومن أهم أعماله أنت بالنسبة لي ذكرى .

### هومبرتو فييرو
وُلد في كيتو عام 1890 وتُوفيٌ عام 1929 .الأكثر اتصافاًبالكمال في شعره المنتمي لتيار الحداثة،
حيث يعطي هواء حسي لابياته الشعرية عالرغم من أنه يمزج بالحزن والكآبة.نشر عمله الأول عود الوادي عام 1919 .

### ميداردو أنخيل سيلفا

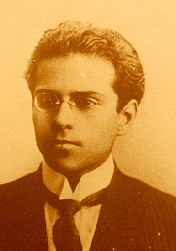
انخيل سيلفا

وُلد في غوايكيل عام 1898 وتوفيٌ عام 1919.كان الأكثر قبولاً واعترافاً بالخيال الشعبي عالرغم أنه كتب كتاباً واحداً هو شجرة الخير والشر1919.يُعد الأكثر طموحاً في المجال الأدبي من الأربع شعراء من جيل الذبح .يعطي موضوعية لشعره مع غنائيات حاره وحلوة لذلك تعامل مع الموضوعات المظلمة والمثيرة للقلق.و تُعتبر قصائد تيار الحداثة لجيل الذبح متكيفة مع الموسيقى، وربما الأكثر تمثيلاً لهذا قصيدة روح في الشفاه لسيلفا.

## الكُتٌاب الأسبان
وعلى النقيض الأمريكان الذين لديهم مشاعر الاستقلال والمشاعر الوطنية، وليس لديهم تأثير كبير على الاسبان.ولكن تأثروا بالأمريكان بعد رحلة روبين داريو لاسبانيا عام 1892.وكان للاسبان ايضاً تأثير وان كان بدرجة أقل من رواد المذهب البرناسي والرمزي الفرنسيان.وهناك حدث مهم بالنسبة لاسبانيا هو كارثة98.

### مانويل ماتشادو رويث

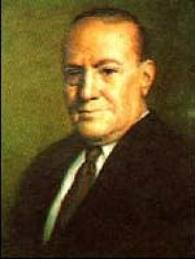
مانويل ماتشادو

مانويل ماتشادو رويث شاعر إسباني، وُلد في إشبيلية في 29 أغسطس عام 1874.[1] هو أخو الشاعر الإسباني أنطونيو ماتشادو،[2] والذي تعاون معه في كثير من الأعمال. يعد واحدًا من الممثلين الرائدين لتيار الحداثة في إسبانيا. كان عضوًا في الأكاديمية الملكية الإسبانية.[3] وتوفي في مدريد في 19 يناير عام 1947.ومن أهم أعماله الشعرية روح 1901 ونزوات 1902 ، واعماله الروائية الحب والموت 1913.

### إدواردو ماركينا

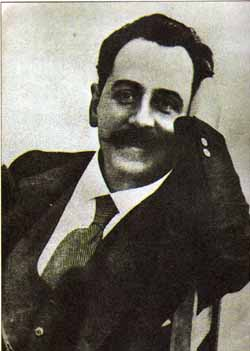
ماركينا

وُلد في برشلونة عام 1879 وتُوفي عام 1946 في نيويورك.شاعر وكاتب مسرحي عظيم.كتَب النشيد الوطني الإسباني للملك الفونسو الثالث عشر.من بين أعماله الشعرية خمر عام 1909.ومن بين أعماله المسرحية بنات السيد والمصدر والنهر.

## كُتٌاب المكسيك

### خوان خوسيه تابلادا

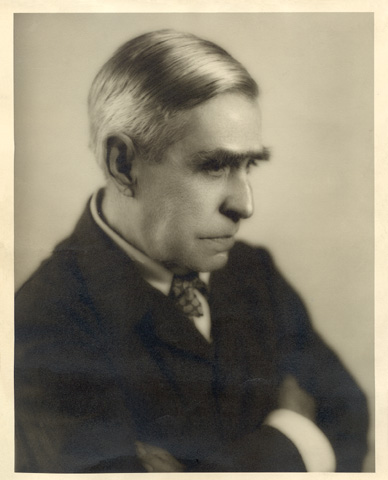
خوسيه تابلادا

شاعر وصحفي ودبلوماسي مكسيكي ينتمي لتيار الحداثة، ولد في كويكان في المكسيك في 3 أبريل 1871. وكتب في الشعر والمقال. وتوفي في نيويورك فيالولايات المتحدة الأمريكية في 2 أغسطس 1945.أول أعماله هو مختارات عام 1899.

### إنريكي جونثاليث مارتينث

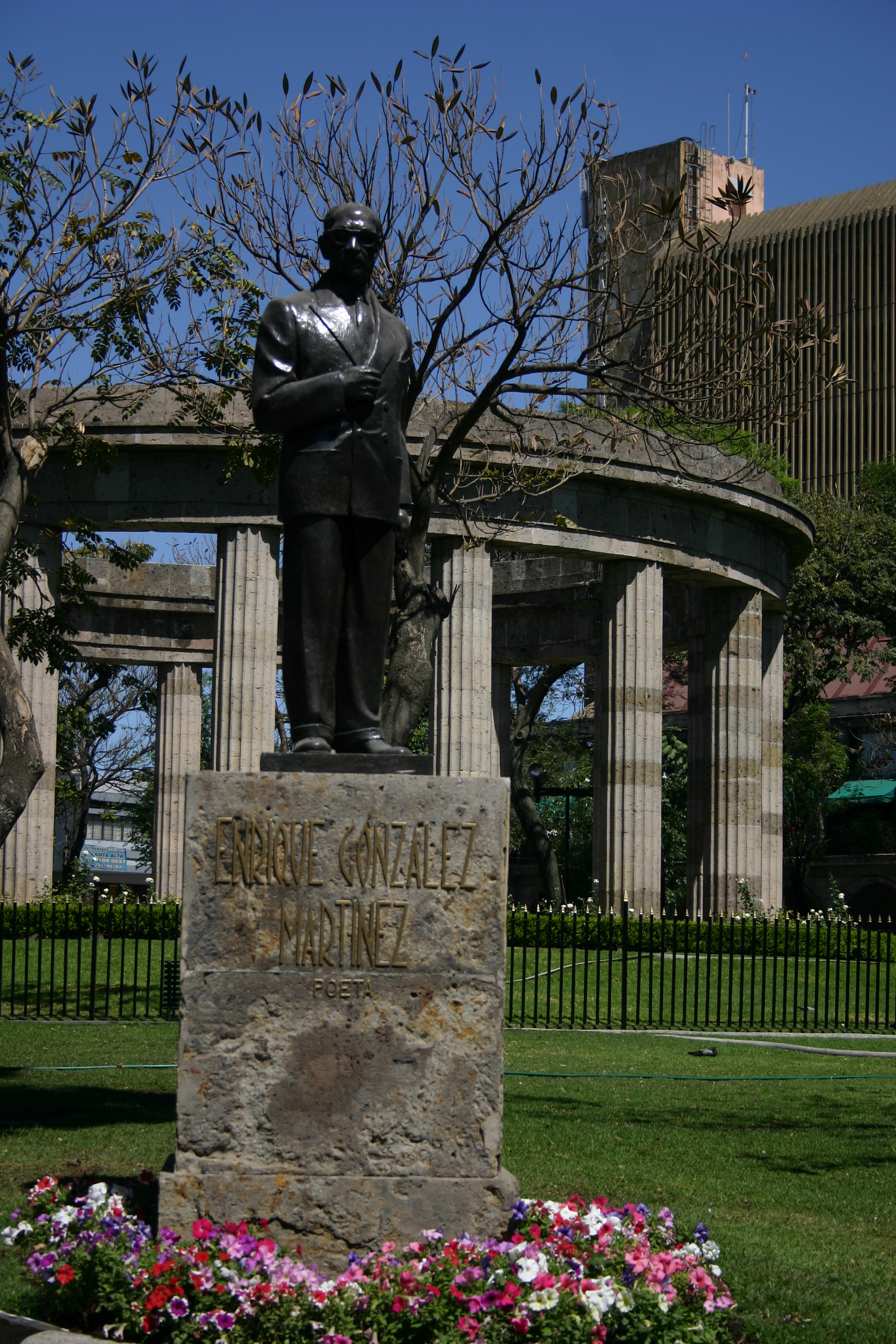
تمثال إنريكي جونثاليث مارتينث

وُلد في غوادالاخارا في المكسيك عام 1871 ، وتوفيٌ عام 1952 .يُعد شاعراً ودبلوماسياً عالرغم من التحاقه بالطب.شعره يتميز بالرصانة والأصباغ الفلسفية.من بين أعماله غياب وغناء.وبتأثير الرمزية الفرنسية كان كتابه الممرات الخفية 1911 .ويعتبر إنريكي واحدا من «الآلهة السبعة الرئيسية في الشعر الغنائي المكسيكي» على حد تعبير الناقد بيدرو إنريكث أورنيا. وكان عضوا في مجلس الشباب وعضوا مؤسسا للمدرسة الوطنية. وإنريكي جونثاليث مارتينث هو والد الشاعر إنريكي جونثاليث روخو وجد الشاعرة أنا روسا جونثاليث ماتوتي.

## شعراء نيكاراغوا

### روبين داريو

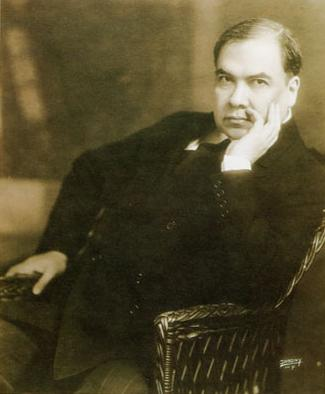
روبين داريو

فيليكس روبين جارثيا سارميينتو ولد في ميتابا، التي تٌسمى الآن مدينة دارييو [الإنجليزية] وتقع في إقليم ميتلالبان، في 18 من يناير من عام 1867، وتوفي في ليون في نيكاراغوا في 6 من فبراير من عام 1916 . وهو شاعر نيكاراغواني، وهو الممثل الرئيسي للتيار الأدبى الحديث في اللغة الإسبانية. ظهر تأثير روبين دارييو بقوةٍ في كتابة الشعر الإسباني في القرن العشرين. ويُطلق عليه أمير الأدب الأسباني أو الأب الروحي للشعر الإسباني الحديث.و أشهر أعماله أزرق 1888 ،النثر الدنيوي 1896 ، أغاني الحياة والامل 1905 .

## كُتٌاب بيرو

### خوسيه سانتوس تشوكانوا

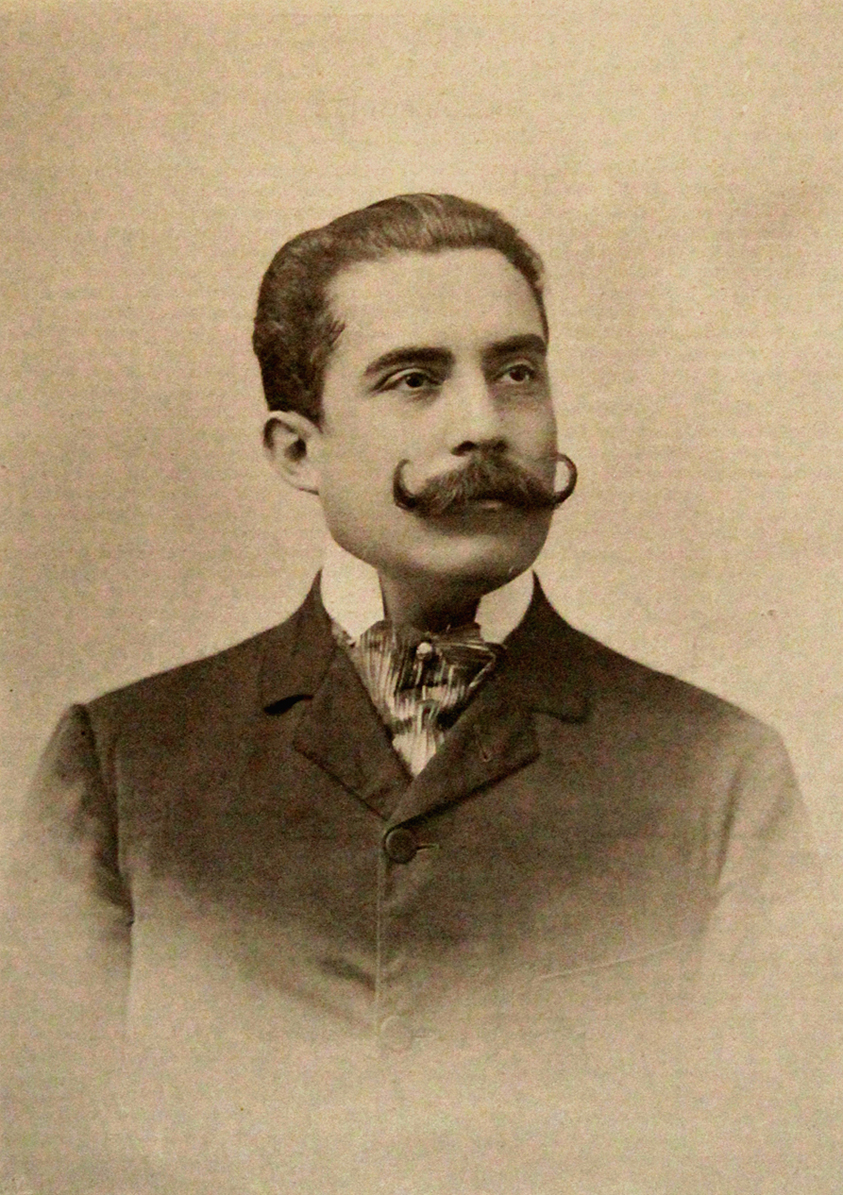
تشوكانوا

وُلد في ليما عام 1875 وتُوفيٌ في سانتياغو عام 1934 .كان شاعراً ودبلوماسيا، لجأ إلى أمريكا وسافر إلى إسبانيا.شارك في الحياة السياسية، ومات بسبب انفصام في الترام.وصف بلاده في شعره، أثٌر بشكل كبير في شعر بيرو.ومن أعماله في الضيعة 1893 ، أغنية القرن 1901 .

## كُتٌاب بورتوريكو

### خوليا دي بورجوس
وُلدت في قرية كارولينا ببورتوريكو عام 1914 وتُوفيٌت عام 1953 في نيويورك.تُعتبر الأديبة المنتمية لتيار الحداثة الأكثر شهرة ببورتوريكو.عندما كانت صغيرة، كانت حياتها صعبة، اسرتها كانت فقيرة ولديها اثنى عشر أخاً.وعندما كبرت أصبحت عضواً في الحزب القومي لبورتوريكولانها كانت في صالح استقلال بورتوريكو.ومن أعمالها: قصيدة لموتي ، فجر صمتي.

## كُتٌاب اوروجواي

### دلميرا أجوستيني

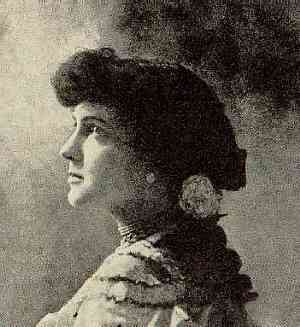
دلميرا

شاعرة أوروغوانية وناشطة أنثوية، ولدت في مونتيفيديو في 24 أكتوبر 1886. تخصصت في الحياة الجنسية للأنثى في الوقت الذي كان يهيمن فيه الرجال على العالم. وينتمي أسلوبها في الكتابة للمرحلة الأولى من الحداثة التي تناقش المواضيع الخيالية والمواد الغريبة. وتوفيت في 6 يوليو 1914.ومن اعمالها الكتاب الأبيض 1907 وأغاني الصباح 1910 .